# Ягоферов Анатолій Миколайович
Анато́лій Микола́йович Ягофе́ров (нар. 5 жовтня 1948, Конотоп, Сумська область, Українська РСР, СРСР) — український політик. Народний депутат України. Кандидат економічних наук (з 1993), доцент (з 1997). Член партії «Реформи і порядок», голова Луганської обласної організації.

## Життєпис
Народився 5 жовтня 1948, в місті Конотоп, Сумська область.
У 1972 закінчив вечірнє відділення Луганського машинобудівного інститут за фахом інженер-механік, а у 1983 році — факультет організаторів промислового виробництва Московського інституту управління.
З 1989 по 1991 рік проходив курси в школі менеджерів (Німеччина). Кандидатська дисертація «Організаційно-економічний механізм діяльності орендного підприємства в умовах зміни форми власності та адаптації до ринку» (Київський державний економічний університет).
1964–1966 — учень слюсаря-електромонтажника тепловозобудівного заводу.
1966–1972 — слюсар-електромонтажник тепловозосборочного цеху тепловозобудівного заводу (м. Луганськ).
1972–1973 — служба в армії.
1973–1987 — майстер, старший майстер, інженер-конструктор, начальник дільниці, заступник начальника цеху, начальник цеху, директор тепловозного виробництва, заступник головного інженера ВО «Луганськтепловоз».
1987–1992 — директор Луганського машинобудівного заводу (ЗАТ «Луганський машинобудівний завод імені Пархоменко»).
30 жовтня — 24 листопада 1992 — перший заступник Міністра економіки України.
Березень 1998 — квітень 2002 — Луганський міський голова.
Серпень 1998 — грудень 1999 — радник Прем'єр-міністра України на громадських засадах.
2002 — голова правління ЗАТ «Луганський машинобудівний завод імені Пархоменко».

## Парламентська діяльність
Народний депутат України 1-го скликання з 15 травня 1990 до 10 травня 1994 по Артемівському виборчому округу № 50 Луганської області. 2-й тур — 53.41 %, 5 претендентів. На час виборів: директор Луганського машинобудівного заводу імені Олександра Яковича Пархоменка, член КПРС. Член Комісії з питань планування, бюджету, фінансів і цін.
Народний депутат України 2-го скликання з 11 травня 1994 до 12 травня 1998 за Артемівським виборчім округом № 235 Луганської області, висунутий трудовим колективом. 2-й тур — 50.11 %, 12 претендентів. Член групи «Реформи». Член Комітету з питань фінансів і банківської діяльності.
Народний депутат України 6-го скликання з 3 червня 2008 до 12 грудня 2012 від «Блоку Юлії Тимошенко», № 175 в списку. На час виборів: пенсіонер, член ПРП. Член фракції «Блок Юлії Тимошенко» (з червня 2008). Член Комітету з питань податкової та митної політики (вересень 2008 — березень 2011), член Комітету з питань фінансів, банківської діяльності, податкової та митної політики (з березня 2011).

## Сім'я
- Батько Микола Григорович (1923).
- Мати Лідія Дмитрівна (1925).
- Дружина Ягоферова Олена Генадіївна (1970).
- Дочка Ягоферова Ольга Анатольївна (1995).

## Нагороди, державні ранги
Орден «Знак Пошани». Орден «За заслуги» III ступеня (червень 1997).